# Gordola
Gordola är en ort och kommun i distriktet Locarno i kantonen Ticino, Schweiz. Kommunen har 4 814 invånare (2023).